# Tylonycteris robustula
Tylonycteris robustula is een vleermuis uit het geslacht Tylonycteris die voorkomt van Noordoost-India tot de Filipijnen, Ambon, Bali en Timor. Deze soort lijkt sterk op T. pachypus (het is een kleine vleermuis met een afgeplatte schedel en karakteristieke knobbels op de handen en voeten), maar is iets groter en minder geel van kleur. De voorarmlengte bedraagt 26 tot 28 mm, het gewicht 2,5 tot 4,6 g en de schedellengte 11,1 tot 12,8 mm. In de Filipijnen is deze soort gevonden op de eilanden Calauit, Luzon en Palawan in gebieden waar bamboe voorkomt.